# ابراهیم بن سعید جوهری
ابواسحاق، ابراهیم بن سعید جوهری یا عباس بن سعید جوهری (؟ -۷۶۱م) محدث عراقی طبرستانی‌اصل در نیمهٔ اول سدهٔ سدم هجری بود. صحیح‌نویسان ششگانه، مانند بخاری از او روایت نمودند. احمد بن حنبل او را ستوده استد و آثارش را نام برده است؛ المسند. در عین زربی از نواحی کوفه هنگامی که مُرابِط (از پیشه‌های امنیتی آن زمان) بود، درگذشت.